# Errol Parker
Errol Parker (eigentlich Raphael Schécroun; * 30. Oktober 1930 in Oran, Algerien; † 4. Juli 1998 in New York City) war ein aus Algerien stammender US-amerikanischer Jazzmusiker (Schlagzeuger, Pianist, Bandleader und Komponist).

## Leben und Wirken
Schécroun, der seinen späteren Künstlernamen Errol Parker von seinen Idolen Erroll Garner und Charlie Parker ableitete, wuchs als sephardischer Jude in Nordafrika auf und spielte dort schon als Kind afrikanische Trommeln; die Musik seiner Heimat sollte einen wichtigen Aspekt in der Entwicklung seines idiosynkratischen Musikstils bilden. Mit 14 Jahren kam er mit dem Jazz in Berührung und erlernte autodidaktisch Piano, das zunächst sein Hauptinstrument wurde. Er zog mit 1947 nach Paris, wo er Kunst (Bildhauerei) an der École nationale des beaux-arts studierte; dadurch kam er mit der dortigen Jazzszene in Kontakt und arbeitete mit Kenny Clarke, James Moody und Don Byas, sowie 1950 mit dem Gitarristen Django Reinhardt, an dessen Aufnahmesessions in Rom er mitwirkte.
Anfang der 1960er Jahre war er unter dem Künstlernamen Errol Parker als Organist mit kommerzieller Musik erfolgreich und nahm ein Album für Brunswick auf (Opus); 1963 hatte er einen Hit mit dem Titel Lorre im Stil des von ihm verehrten Erroll Garner. Ein Autounfall beendete jedoch vorerst seine Karriere und zwang ihn, seine Spielweise umzustellen. Er schrieb 1967 (unterstützt von Jean Michel Jarre) die Filmmusik für Étienne Périers Des garçons et des filles (EP bei Decca). 1967 wurde Duke Ellington auf ihn aufmerksam, der zwei seiner Kompositionen in seinem Musikverlag veröffentlichen ließ; Ellington brachte ihn dazu, nach New York City zu ziehen, wo er seit 1968 lebte.
In dieser Zeit politischer Unruhen und der Besinnung vieler afro-amerikanischer Jazzmusiker auf ihre afrikanischen Wurzeln belebten Parkers Interesse an seiner eigenen Herkunft; er wechselte schließlich in den 1980er Jahren wieder zum Schlagzeug als sein Hauptinstrument, da er keinen Schlagzeuger für seine polyrhythmischen Experimente finden konnte. Er spielte aber weiterhin Piano, durch overdubbing bei seinen Alben sowie bei seinen Solo-Konzerten oder seinen Tribut-Alben an Thelonious Monk (1982) oder Billy Strayhorn (1994).
Parker adaptierte die nordafrikanischen Techniken des Handtrommelspiels und ersetzte die Snare Drum durch eine Conga; er setzte außerdem mehr Tomtoms als Becken ein. 1971 gründete er sein eigenes Plattenlabel Sahara, auf dem er seine LPs verlegte, und arbeitete in den 1970ern mit seiner Formation Errol Parker Experience, die er 1983 – während seiner Lehrtätigkeit am Williamsburg Music Center zum Tentett erweiterte. In der Band spielten u. a. Steve Coleman, Philip Harper, Donald Harrison, Graham Haynes, Byard Lancaster, Wallace Roney, Kevin und Robin Eubanks.
1995 erschien Parkers Autobiographie, A Flat Tire on My Ass bei Cadence Jazz Books. Die Pianistin Elodie Lauten (* 1950) ist seine Tochter.

## Diskographische Hinweise
- Duo (with Kenny Clarke) (Ricordi (unissued), 1958)
- Trio (with Georges Luca and Kenny Clarke) (Ricordi, 1960)
- Solo Concert (Sahara, 1979)
- Doodles (Sahara, 1979)
- Live at the Wollman Auditorium (Sahara, 1985)
- Compelling Forces (Cadence, 1985) solo
- A Night in Tunisia (Sahara, 1991)
- Remembering Billy Strayhorn (Sahara, 1994)